# Batalha de Ia Drang

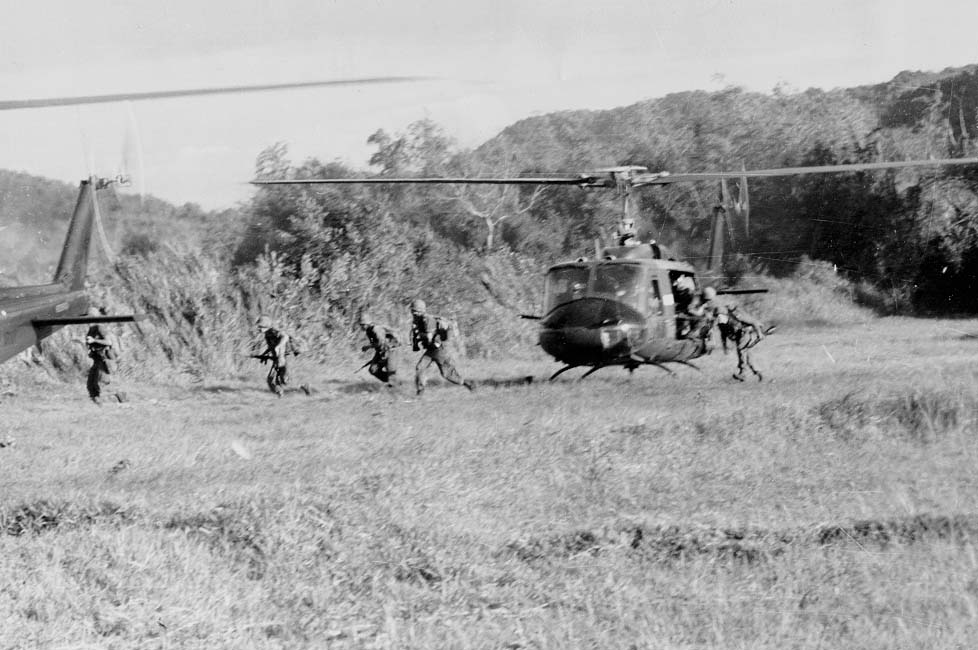
O 1º Batalhão da Cavalaria desembarcando de seus helicópteros no vale.

Batalha de la Drang foi a primeira grande batalha travada entre o Exército dos Estados Unidos e o Exército do Povo do Vietnã (mais precisamente o primeiro combate travado pelos norte-americanos contra o exército do Vietnã do Norte durante a Guerra do Vietnã).
A batalha aconteceu em duas partes em 14 e 18 de novembro de 1965, em duas zonas de desembarque (LZs) ao noroeste de Plei Me nas serras do Vietnã do Sul (aproximadamente a 56 km a sudoeste de Pleiku). O nome da batalha deriva do rio Drang que passa pelo vale a nordeste de Plei Me, onde os principais combates ocorreram. "Ia" significa "rio" na língua montagnard.
Os americanos dispunham de três batalhões do 7º Regimento de Cavalaria e do 5º Regimento de Cavalaria do Exército. Os vietnamitas tinham cinco batalhões do Exército na região, além da ajuda vinda dos guerrilheiros Viet Congs. Os americanos por muitas das vezes tiveram de lançar seus bombardeiros, caças e helicópteros muito próximo de onde os combates aconteciam. Ambos os lados sofreram pesadas baixas e clamaram vitória sobre o outro. Os americanos perderam 237 soldados que morreram em combate e outros 258 ficaram feridos; em 17 de novembro os americanos sofreram várias emboscadas e investidas do inimigo que resultou num dos combates mais sangrentos do conflito, que matou 155 soldados e deixou outros 126 feridos. Do outro lado, pelo menos 1 000 norte-vietnamitas foram mortos.
A batalha foi descrita no aclamado livro We Were Soldiers Once... And Young escrito por Harold G. Moore e o correspondente Joseph L. Galloway. Em 2002, o cineasta Randall Wallace mostrou a primeira parte da batalha no filme We Were Soldiers que estrelou os atores Mel Gibson e Barry Pepper nos papéis de Moore e Galloway, respectivamente.